# Projet Himank

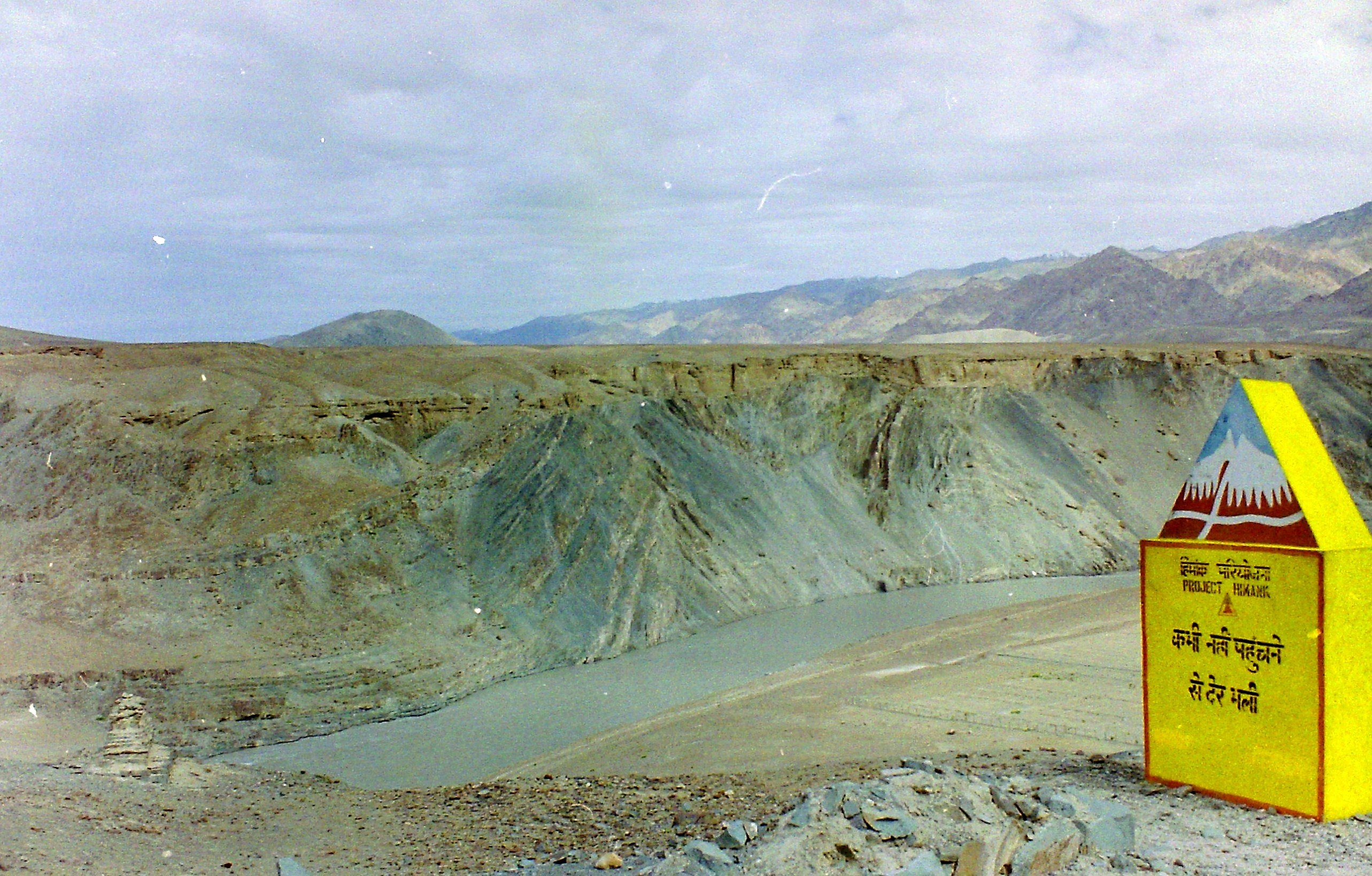
Ladakh “Project l’Himank” panneau de la sécurité routière

Le projet Himank a été lancé en août 1985, dans la région Ladakh de Jammu-et-Cachemire en Inde, sous l'impulsion de l'Organisation des routes frontalières Border Roads Organisation (BRO).

## Objectifs
L'objectif du projet Himank est de construire, de réparer et d'entretenir les infrastructures connexes en créant un axe vital à travers le Ladakh. Le Ladakh est une région de l'Inde particulièrement hostile, dont la plus grande partie de son territoire excède les 3 000 m d'altitude. Elle est dominée par les montagnes du Karakoram au nord, et par l'Himalaya au sud. Les rares routes qui le traversent s'effectuent par les hauts cols de Khardung La, (5 359 m), Taglang_La et Chang La.
Cet axe constitue un couloir important en suivant un itinéraire, qui passe par le Col de Zoji La (Ladakhi: ཟོ་ཇི་ ལཱ་; ). Il relie Kargil à Srinagar en suivant la route  qui va de Manali-Leh à travers l'Himachal Pradesh.

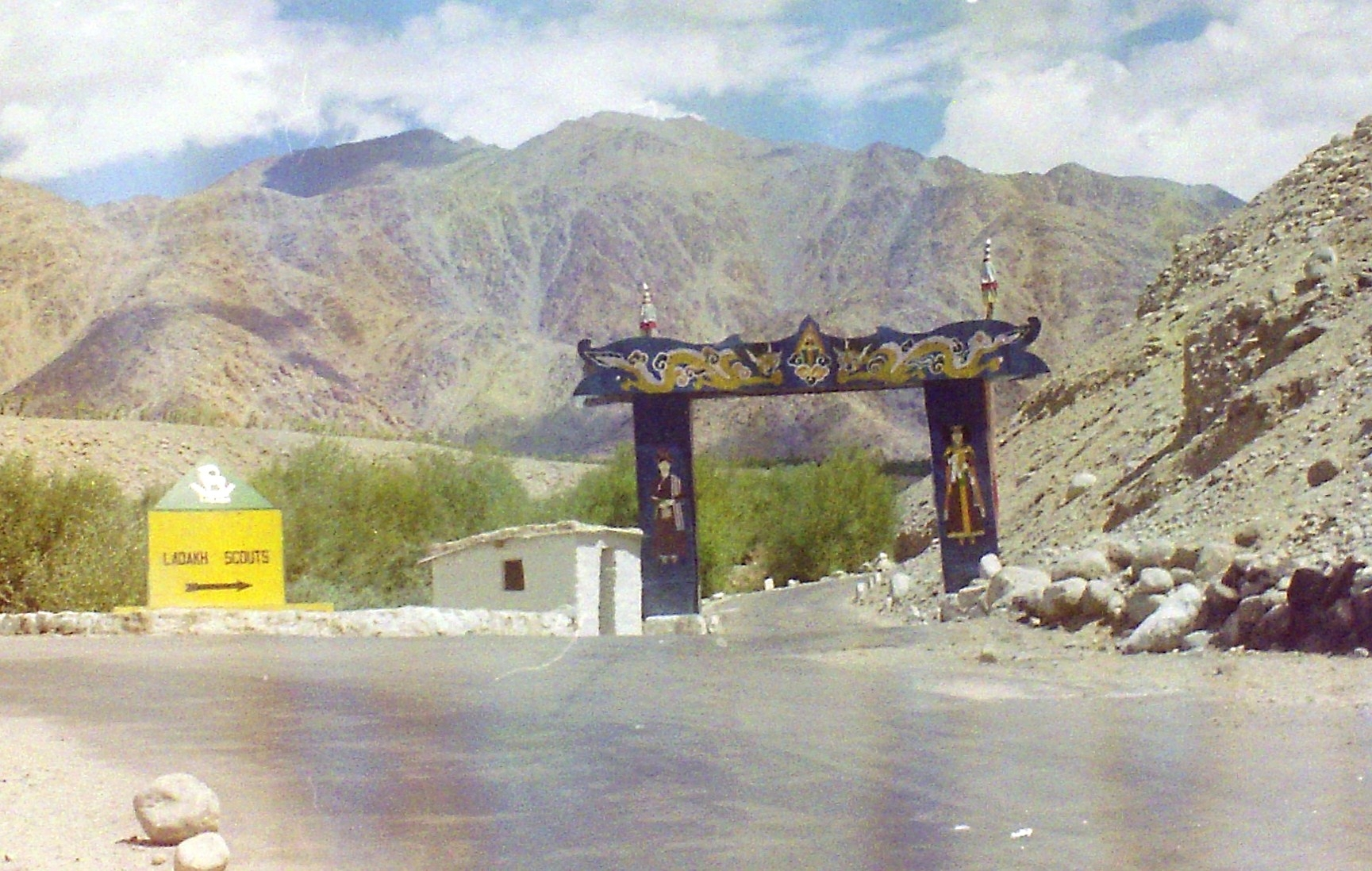
Camp Ladakh Scouts Leh

## Intérêt militaire
Le projet Himank s'avère nécessaire dans les échanges et pour le commerce du Cachemir. Il revêt encore un important intérêt en assurant un facile accès à des zones militaires très sensibles entre l'Inde et la Chine. Le contrôle du tronçon stratégique de la route stratégique Srinagar-Leh fut en mai 1999 un élément important pour mener à bien l'opération Vijay (qui signifie « victoire » en hindi).
Il apporta une réponse militaire (un total de 200 000 soldats indiens y fut mobilisé) afin de régler le conflit de Kargil aussi appelé la guerre des glaciers qui opposa l'Inde et le Pakistan en 1999. Entre 1987 et 2002, 124 membres du personnel de l'Himank ont été tués alors qu'ils étaient en service au Ladakh, y compris cinq officiers.

## Les personnels

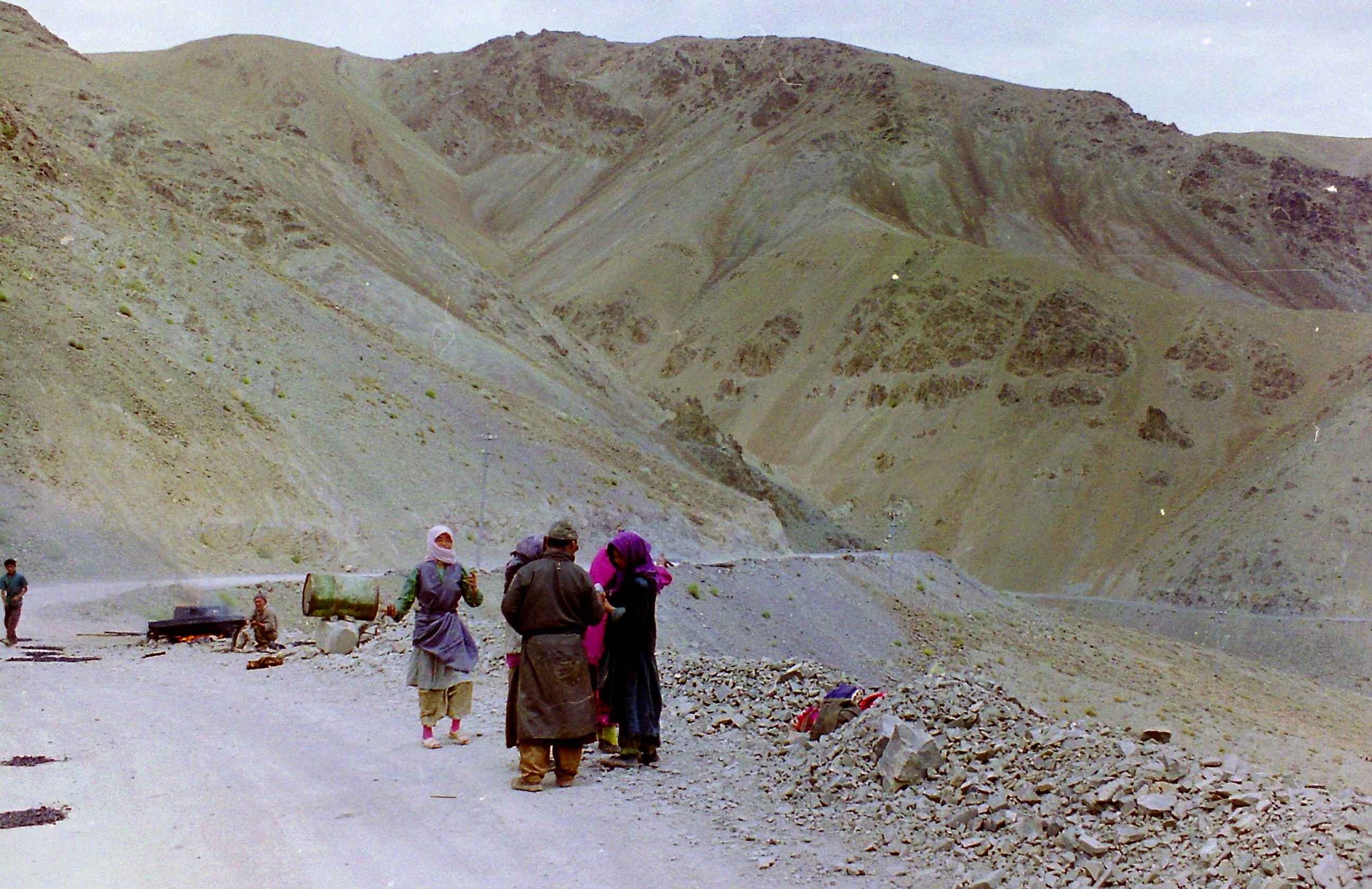
Ladakh, "Dumkas" du Projet l'Himank

Surnommés Dumkas la plupart des personnels affectés au projet Himank sont travailleurs manuels issus de Bihar. Ces saisonniers, appelés « The Mountain Tamers », sont recrutés pour une période maximum de quatre mois sur l'année, les conditions climatiques étant difficiles les routes sont rendues particulièrement impraticables, et trop dangereuses.

## Signalisation routière
Le projet Himank est réputé pour l'humour de la signalisation routière.

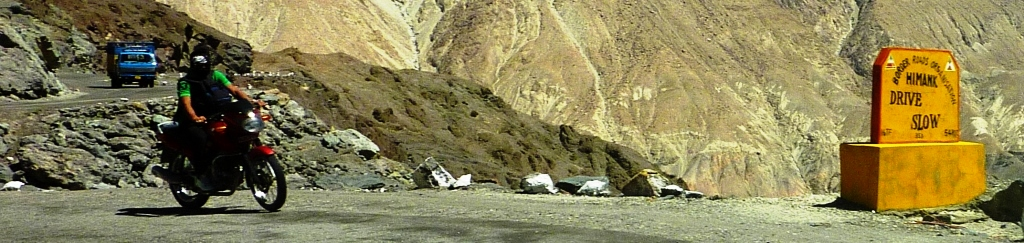
Himank - Drive slow.
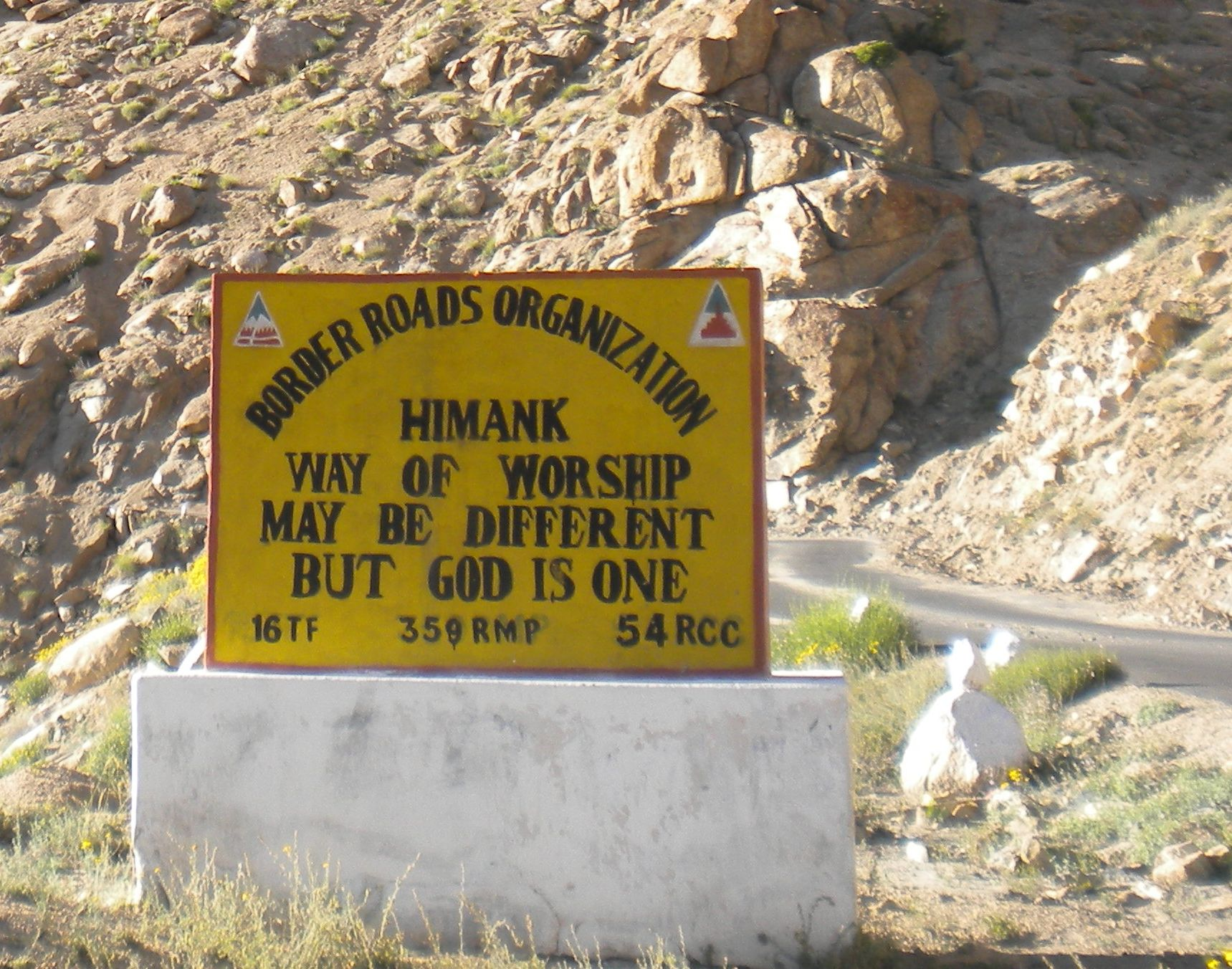
Himank - Dieu est unique.
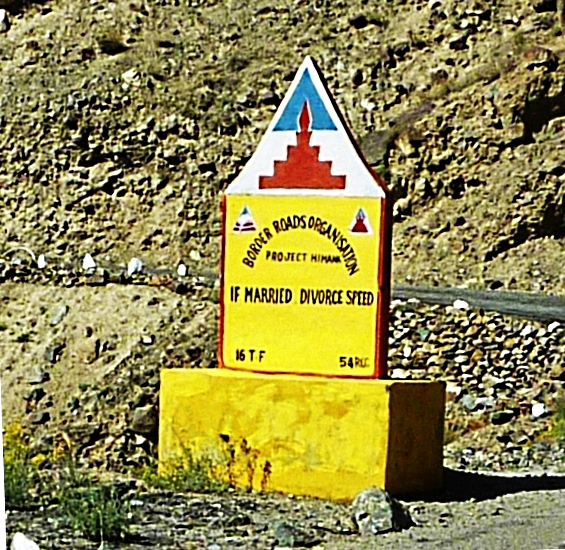
Himank - Si vous êtes marié, divorcez la vitesse.
Sur la route du Monastère de Shey
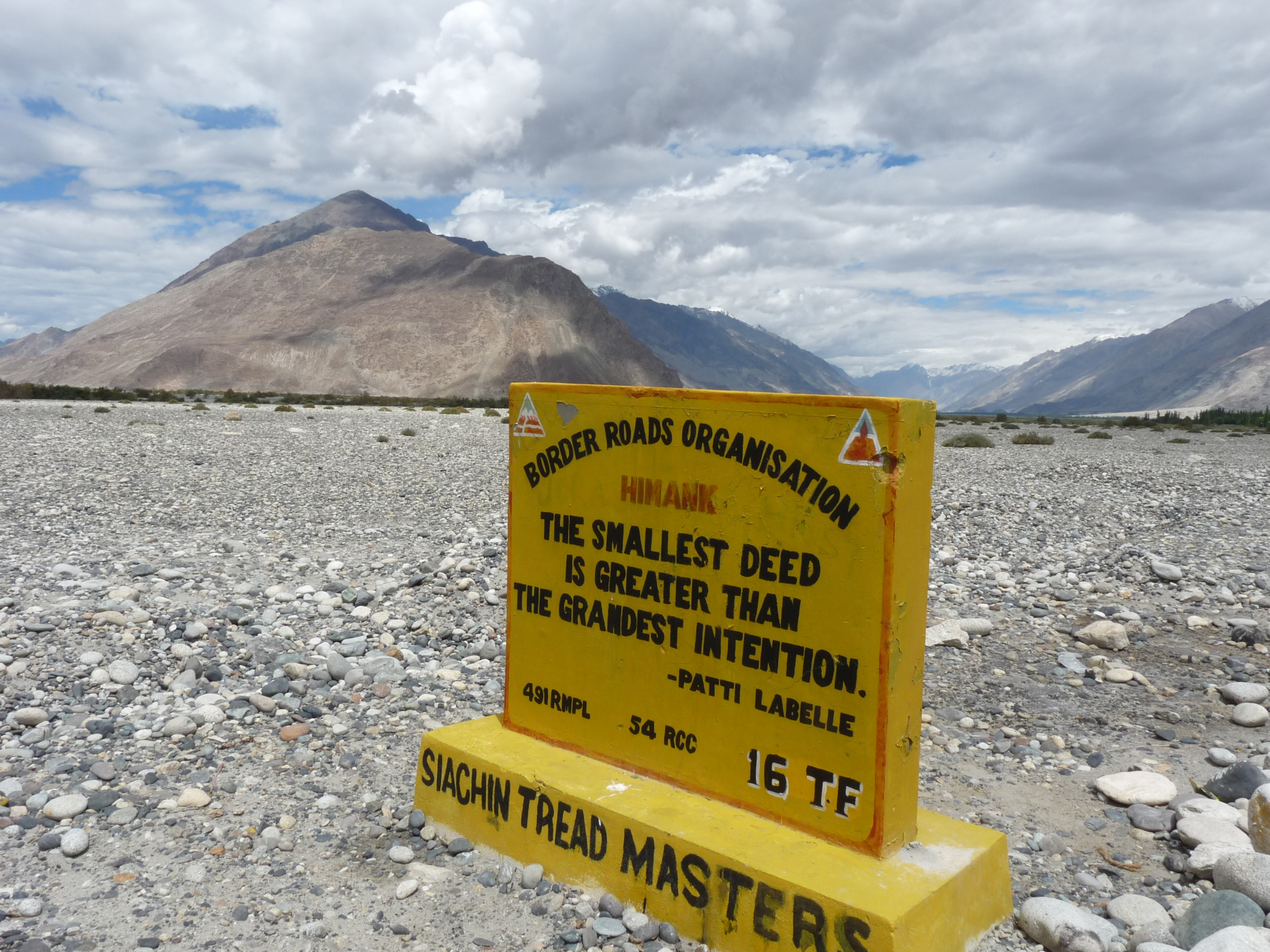
Citation de Patti LaBelle.